# Campeonato Sudamericano de Voleibol Masculino de 1999
El Campeonato Sudamericano Masculino de Voleibol de 1999 fue la 23a edición del torneo, organizado por la Confederación Sudamericana de Voleibol (CSV). Se llevó a cabo en Córdoba, Argentina, del 7 al 9 de septiembre de 1999. El campeón clasificara a la  Copa Mundial.

## Equipos participantes
- Argentina
- Brasil
- Colombia
- Venezuela

## Fase Final
| Fase     | Fecha    | Encuentro           | Resultado | Set   | Set   | Set   | Set   | Set | Puntuación total |
| Fase     | Fecha    | Encuentro           | Resultado | 1     | 2     | 3     | 4     | 5   | Puntuación total |
| -------- | -------- | ------------------- | --------- | ----- | ----- | ----- | ----- | --- | ---------------- |
| 3° lugar | 11-09-99 | Venezuela - Uruguay | 3 - 0     | 25:18 | 25:21 | 25:17 |       |     | 75 - 56          |
| Final    | 11-09-99 | Brasil - Argentina  | 3 - 1     | 25:16 | 25:17 | 22:25 | 25:17 |     | 97 - 75          |

## Campeón
| Brasil            |
| Campeón           |
| Brasil 22° título |

## Posiciones finales
| Pos | Equipo    |
| --- | --------- |
|     | Brasil    |
|     | Argentina |
|     | Venezuela |
| 4   | Uruguay   |

## Clasificados alMundial de Voleibol de 1999
| Bandera de Brasil | Bandera de Argentina |
| Brasil            | Argentina            |